# دافيت فولكوفي
دافيت فولكوفي (مواليد 3 يونيو 1995) هو لاعب كرة قدم جورجي يلعب كمهاجم في نادي زيرا.

## روابط خارجية
- دافيت فولكوفي على موقع الاتحاد الأوربي (الإنجليزية)
- دافيت فولكوفي على موقع قاعدة بيانات كرة القدم.إي يو (الإنجليزية)
- دافيت فولكوفي على موقع ناشيونال فوتبول تيمز (الإنجليزية)
- دافيت فولكوفي على موقع Soccerway.com (الإنجليزية)
- دافيت فولكوفي على موقع عالم كرة القدم.نت (الإنجليزية)